# Mediene

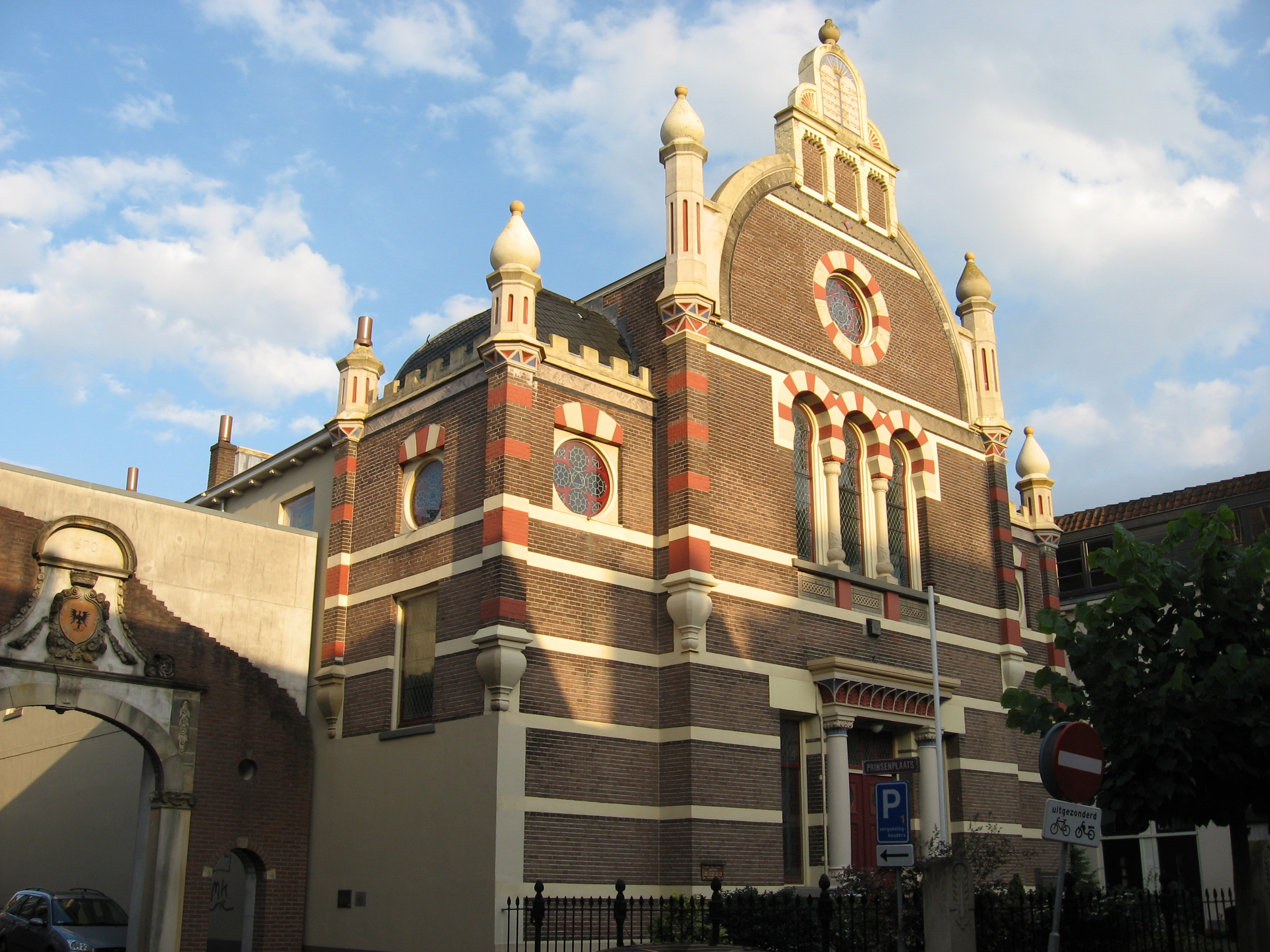
De Grote Synagoge van Deventer. De in 1930 442 personen tellende Joodse gemeenschap is grotendeels vernietigd tijdens de Holocaust. De gemeenschap fuseerde in 2000 met die van Apeldoorn en Zutphen. Tussen 2010 en 2018 werd de synagoge weer gebruikt voor sjoeldiensten.

Mediene komt uit het Nederlands-Jiddisch en is de naam gegeven aan alle Joodse kehillot (gemeenschappen) in Nederland buiten Amsterdam, het historische centrum van de Nederlandse Joden. Vanaf de 18e eeuw tot aan de Holocaust zijn tientallen Joodse gemeenschappen ontstaan in kleine en grote steden, verspreid over heel Nederland. Op het hoogtepunt waren er ongeveer 180 kehillot in het land.

Het woord Mediene is afgeleid van het Hebreeuwse medina, dat staat, land en gewest betekent.

## Verdwenen en geslonken gemeenschappen
Vlak voor het begin van de Holocaust waren er ongeveer 140 Joodse gemeenschappen in Nederland. De grootste was in Amsterdam. De overige gemeenschappen waren voornamelijk buiten de Randstad. Tijdens de Tweede Wereldoorlog liet 75 procent van de Nederlandse Joden het leven in concentratiekampen. Hierna waren veel van deze gemeenschappen verdwenen. Enkele Joodse gemeenschappen in de Mediene zijn volledig of vrijwel volledig door de nazi's vernietigd. Zij staan in onderstaande tabel.
| Plaats                | Joden in 1930 | Jaar opheffing | Fusiejaar | Fusiepartner           |
| --------------------- | ------------- | -------------- | --------- | ---------------------- |
| Winschoten            | 510           | 1964           | -         | -                      |
| Zandvoort             | 372           | -              | 1947      | Haarlem                |
| Dordrecht             | 322           | -              | 1987      | Rotterdam              |
| Meppel                | 304           | -              | 1964      | Zwolle                 |
| Veendam en Wildervank | 283           | -              | 1948      | Stadskanaal            |
| Gouda                 | 223           | -              | 1964      | Rotterdam              |
| Hoogezand-Sappemeer   | 222           | 1948           | -         | -                      |
| Rijssen               | 207           | 1948           | -         | -                      |
| Stadskanaal           | 142           | -              | 1988      | Groningen              |
| Pekela                | 140           | -              | 1948      | Stadskanaal            |
| Borculo               | 139           | -              | 1980      | Winterswijk            |
| Beverwijk             | 135           | -              | 1947      | Haarlem                |
| Delfzijl              | 134           | 1947           | -         | -                      |
| Lochem                | 125           | 1947           | -         | -                      |
| Sittard               | 125           | 1947           | -         | -                      |
| Heerlen               | 120           | -              | 1986      | Maastricht en Roermond |
| Dieren                | 114           | 1950           | -         | -                      |
| Groenlo               | 105           | 1950           | -         | -                      |

De andere Joodse gemeenschappen in de Mediene hebben ook veel te lijden gehad van de Holocaust. Zij staan in onderstaande tabel. Hierbij zijn de Joodse inwoners van een plaats geteld als onderdeel van de lokale Joodse gemeenschap of gemeenschappen.
| Plaats     | Joden in 1930 | Joden in 1998 | Opmerkingen |
| ---------- | ------------- | ------------- | --- |
| Den Haag   | 10.605        | 284           | - |
| Rotterdam  | 10.515        | 246           | - |
| Groningen  | 2.408         | 53            | - |
| Arnhem     | 1.389         | 70            | - |
| Apeldoorn  | 1.030         | 24            | In 2000 fusie met Deventer en Zutphen. |
| Leeuwarden | 733           | 45            | - |
| Assen      | 581           | 51            | - |
| Zutphen    | 532           | 32            | In 2000 fusie met Apeldoorn en Deventer. |
| Nijmegen   | 450           | 30            | - |
| Deventer   | 442           | 27            | In 2000 fusie met Apeldoorn en Zutphen. Tussen 2010 en 2018 huurde de Joodse gemeente Beth Shoshanna de Grote Synagoge van Deventer weer voor sjoeldiensten. Daarna verhuisde de gemeente naar Raalte en werd het pand verkocht. |

Het dient opgemerkt dat de grote afname van het aantal Joden niet alleen toe te schrijven is aan de vele Nederlandse slachtoffers van de Holocaust. Een tweede reden was de grootschalige emigratie na de Tweede Wereldoorlog. Dit was uiteraard gerelateerd aan de Holocaust. Deze emigratie ging naar Israël en de Verenigde Staten. Tot slot verhuisden veel Joden vanuit de Mediene naar Amsterdam.